# Két hangverseny-etűd (Liszt)
A Két hangversenyetűd (német címén: Zwei Konzertetüden) Liszt Ferenc két népszerű zongoradarabja (Erdőzsongás, Manók tánca). Jegyzékszáma: S.145. A darabok 1862–1863-ban íródtak, a kottát 1863-ban adták ki nyomtatásban. Ajánlása tanítványának, Dionys Prucknernek szólt.

## A darabok születése
Liszt Ferenc 1862–1863-ban, Rómában, a Madonna del Rosario kolostor lakójaként komponálta a két darabot. Az etűdöket megrendelésre, Sigismund Lebert és Ludwig Stark zongoraiskolája számára írta. Annak ellenére, hogy az etűdök általában didaktikus célokat szolgálnak, nem így Lisztnél (és Chopinnél). Ezek az etűdök – annak ellenére, hogy zeneiskolai célokra készültek – nem egyszerű gyakorló darabok, hanem komoly hangszertudást feltételező, improvizációs jellegű, poétikus zongora-karakterdarabok.
A darabok kottáját 1863-ban jelentette meg a Cotta kiadó. Liszt kedves tanítványának, Dionys Pruckner (1834–1896) zongoraművész és tanár számára dedikálta. Pruckner elkísérte Lisztet az Esztergomi mise 1856. augusztusi bemutatójára is, sőt fellépett zongoraművészként a szeptember 8-án, a pesti Nemzeti Színházban tartott hangversenyen is (ezen volt Liszt Hungaria című szimfonikus költeményének ősbemutatója is, Liszt vezényelt).

## A zene
Liszt abban az időszakban írta e két zongoraetűdjét, amikor Rómában már a „komoly”, letisztult, minden csillogástól mentes egyházi művek írására készült. Ezekben az etűdökben azonban kiélte még a romantikus zongorahangzás, a szín varázsa iránti érdeklődését, és e darabok Liszt impresszionisztikus jellegű darabjai közé tartoznak. Mindkettő programzene, de nem valamilyen eseményhez kapcsolódnak, hanem érzéseket, hangulatokat festenek le. Lényegesen többek, mint gyakorlás számára készült iskoladarabok, az egyszerű technikai jellegű célt magasabb művészi tartalommal múlják felül, és az előadótól virtuóz képességeket kívánnak meg.
1. Erdőzsongás (Waldesrauschen)
Az Erdőzsongás Liszt legnépszerűbb zongoradarabjai közé tartozik. A 4/4-es Desz-dúr etűdben valódi impresszionista módon festi le a fák hajladozását a szélben, a levelek zizegését, amivel Liszt gyakorlatilag megelőzte korát (Debussy évtizedekkel később kezdett írni hasonlókat). Improvizációs szövésű darab, amelyen egyetlen, viszonylag rövid téma vonul végig. Formai felépítése három tagú (A, B, A variáns), de még a két szélső A tag is háromrészes. Légies finomságú, csak a középrészben mozgalmasabb darab.
2. Manók tánca (Gnomenreigen)
A fisz-moll vezérhangnemű darabot Hamburger Klára Felix Mendelssohn Bartholdy légies scherzóihoz hasonlítja. „De Mendelssohn tündéreinél ezek a manók szellemesebbek, koboldosabbak, ironikusabbak; elegáns dévajságukból a démoni elem sem hiányzik” – írja. Két, egymással ellentétes téma váltakozásából épül, metruma is változó, és előadói utasításai is változatosak: leggierissimo, velocissimo, vivacissimo, il più presto possibile, staccatissimo.